# Änglagård - tredje gången gillt
Änglagård - tredje gången gillt é um filme sueco que estreou em 25 de dezembro de 2010, em cinemas. É o terceiro filme da trilogia de filmes Änglagård.

## Sinopse
A série Änglagård era aparentemente um grande sucesso na década de 1990 aqui em Scandinavy, eu meio que me lembro de ver o cartaz do filme um par de lugar, mas eu nunca realmente visto os filmes. Pelo que eu reunidos era sobre uma garota da cidade sueca de voltar para sua aldeia ancestral uma causando todos os tipos de situações e incidentes com sua forma moderna e fresca contrastou com os moradores conservadores. Talvez a experiência é melhor se você já viu os filmes anteriores, mas para ser honesto você provavelmente tem que ser um grande fã da série para apreciar este. Fanny que agora se estabeleceu em Malorca deixar sua filha Alice convencê-la e Zac (Alice padrasto e amigo de longa data de Fanny) para voltar ao Änglagård para descobrir a verdade sobre quem era seu pai e Alice avô poderia ser. Além do padre ninguém na aldeia quer ter que lidar com ela e tentar desajeitadamente para detê-la em suas investigações, apesar de ser bem claro por que. O mistério em si realmente não é profundo ou interessante para dizer o mínimo, e lidar com o passado de familiares de Fanny. É resolvido menos de uma hora para o filme e minha primeira foi embora "Posso ir agora? ", Mas não, o filme vai sobre e sobre e ficar ainda menos interessante, com personagens cujas travessuras pode obter um sorriso fora de você se você é facilmente entretido e não foram entediado até a morte por então.

## Elenco
- Helena Bergström como Fanny Zander
- Rikard Wolff como Zac
- Sven Wollter como Axel Flogfält
- Reine Brynolfsson como Henning Collmer
- Jakob Eklund como Mårten Flogfält
- Lena T. Hansson como Mona
- Lindy Larsson como Kristoffer
- Maria Lundqvist como Anki Ågren
- Molly Nutley como Alice Zander
- Gabriella Boris como Vendela Flogfält
- Adrian Matenda como Måns Flogfält
- Nikisha Fogo como Leia Ågren
- Jan Mybrand como Per-Ove Ågren